# Eugene Commins
 (septembre 2017).
Si vous disposez d'ouvrages ou d'articles de référence ou si vous connaissez des sites web de qualité traitant du thème abordé ici, merci de compléter l'article en donnant les références utiles à sa vérifiabilité et en les liant à la section « Notes et références ».
Pour les articles homonymes, voir Commins.
Eugene D. Commins né le 1er juillet 1932 à New-York, et mort le 26 septembre 2015 en Californie, est un professeur de physique de l'université de Californie à Berkeley. Il a été nommé membre de l'Académie nationale des sciences en 1987. 
Il était également membre de l'American Association for the Advancement of Science, de l'American Physical Society et de l'American Academy of Arts and Sciences. 

## Biographie
Né à New York, Commins a terminé son doctorat à l'université Columbia en 1958. Il devient professeur agrégé en 1965 et professeur titulaire en 1969. Commins a également été président du département de 1972 à 1974 et a été nommé professeur émérite en 2005.
Commins et un groupe de ses étudiants ont été parmi les premiers à observer la violation de la parité atomique dite symétrie P. Ces expériences ont confirmé le modèle Weinberg - Salam - Glashow de l ' interaction électrolytique qui est au cœur du modèle standard et pour lequel les trois théoriciens ont reçu le prix Nobel de physique en 1979.
Son élève le plus célèbre est Steven Chu, qui a remporté le prix Nobel de physique en 1997 pour sa découverte du refroidissement au laser et a été secrétaire américain de l'Énergie pendant l' administration Obama. Un autre étudiant, Persis Drell, est devenu directeur du Laboratoire national d'accélération SLAC. Beaucoup de ses autres étudiants sont devenus des chercheurs éminents dans les domaines allant de la physique nucléaire et des particules à la physique atomique, moléculaire et optique dans les principales institutions aux États-Unis. Ces étudiants comprennent Hyatt Gibbs, Frank Calaprice, Stuart Freedman, Phillip Bucksbaum, Larry Hunter, Carol Tanner, David DeMille, Dmitry Budker et B. Chris Regan.
Bien qu'il se retire en 2001, il est demeuré actif dans le département de physique. La même année, des collègues, des amis et des anciens étudiants se sont réunis pour l'honorer avec le « Symposium ComminsFest ». L'événement de deux jours a porté sur les intérêts scientifiques passés et présents de Commins et a souligné sa passion pour la musique et l'art. Il comportait une gamme d'orateurs distingués, dont la plupart traçaient leur lignée académique à Commins[incompréhensible]. Les travaux de la conférence, Art and Symmetry in Experimental Physics ont été publiés peu de temps après[Quand ?].